# Mesagrion leucorrhinum
Mesagrion leucorrhinum – gatunek ważki, jedyny przedstawiciel rodzaju Mesagrion i rodziny Mesagrionidae. Jest endemitem Kolumbii.

## Systematyka
Gatunek i rodzaj opisał Edmond de Sélys Longchamps w 1885 roku. Holotyp to samiec, pochodzący z kolekcji McLachlana. Jako miejsce typowe wskazano Bogotę.
Rodzaj Mesagrion zaliczany był do szeroko wówczas definiowanej rodziny Megapodagrionidae. W 2014 roku Dijkstra et al. wydzielili ten rodzaj z Megapodagrionidae (wraz z rodzajami Dimeragrion i Heteropodagrion) jako „Incertae sedis group 3” w obrębie nadrodziny Calopterygoidea. Nie przeprowadzili analizy molekularnej Mesagrion leucorrhinum, lecz zaliczyli go do tej grupy na podstawie podobieństwa w morfologii. W 2021 roku Kalkman i Sanchez-Herrera wykazali, że rodzaj Mesagrion nie jest blisko spokrewniony z Dimeragrion i Heteropodagrion, i utworzyli dla niego osobną, monotypową rodzinę Mesagrionidae.